# SIG Combibloc GmbH

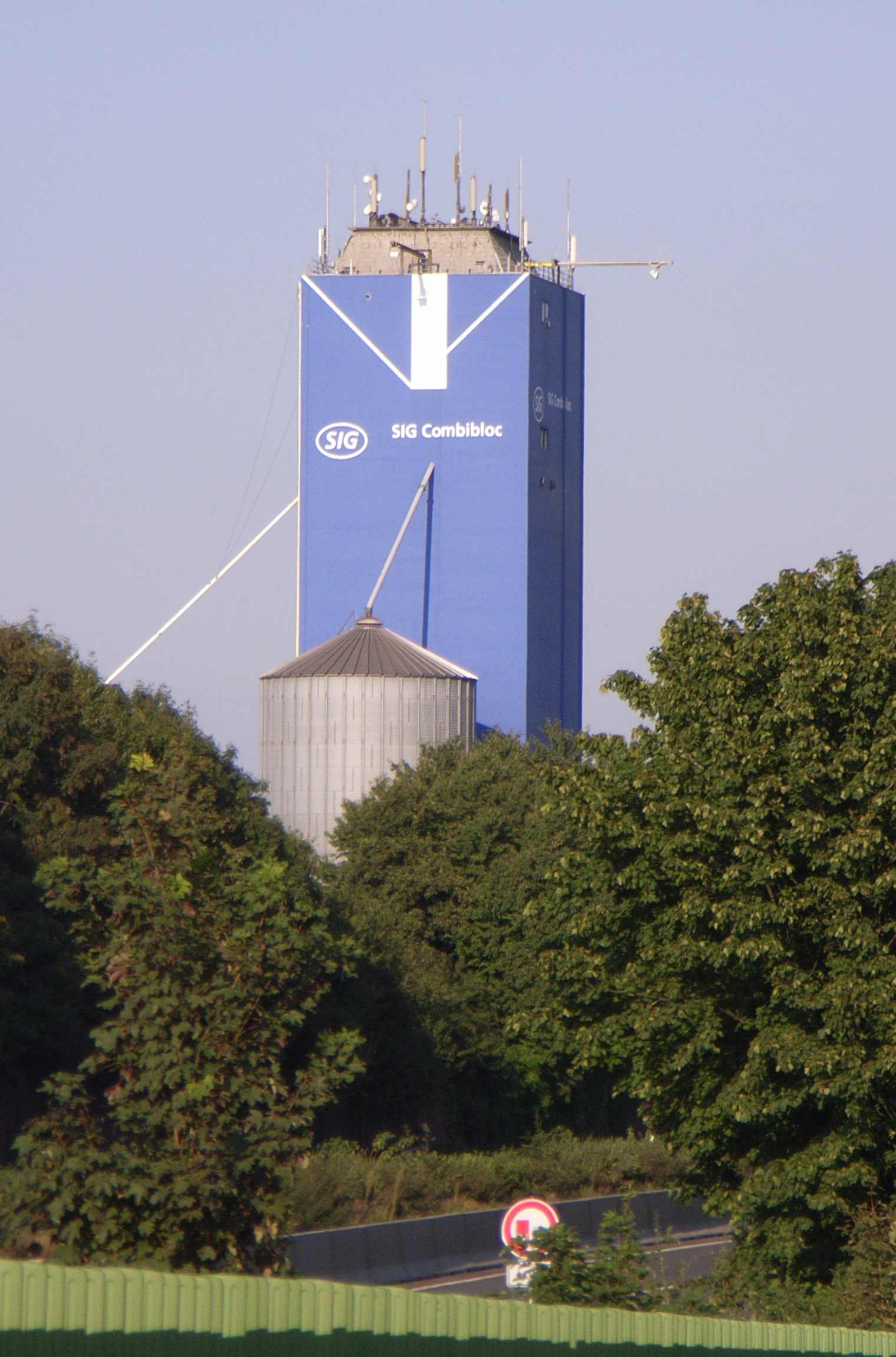
Speichergebäude als Combiblocwerbung in Jüchen an der A 46

Die SIG Combibloc GmbH mit Sitz in  Linnich ist eine von acht in Deutschland beheimateten Tochtergesellschaften der Schweizer SIG Group (vormals Schweizerische Industrie Gesellschaft). Den Namen SIG Combibloc tragen zudem SIG Group Tochtergesellschaften in 35 weiteren Ländern.
Die SIG Group zählt zu den weltweit größten Herstellern von Getränkekartons und den dazugehörigen Füllmaschinen. Nach dem Hersteller Tetra Pak steht die SIG Group dabei an zweiter Stelle.

## Von Jagenberg über PKL zu SIG Combibloc
Im Jahr 1929 reichten die Jagenberg-Werke, Düsseldorf, ein Patent für die Perga-Packung ein, das 1930 erteilt wurde. Dies war ein Verpackungsprodukt für Milch auf Wachspapierbasis für die vielen kleinen Abfüllunternehmen der damaligen Zeit. Allerdings hatte die anfangs erfolgreiche Entwicklung auf Grund der wirtschaftlichen und politischen Krise Anfang der 1930er-Jahre ein jähes Ende.
Die „Perga-Packung“ der Jagenberg AG kam jedoch nach dem Zweiten Weltkrieg ab dem Jahr 1950 erneut auf den Markt. In den 1960ern war sie in Westeuropa die meistverbreitete Verpackung ihrer Art.
1958 gründete die Jagenberg Werke AG auf Grund stetig steigender Nachfrage in Linnich im Kreis Düren die Papier- und Kunststoffwerke Linnich GmbH (kurz: PKL). Hier wurden die Packungen hergestellt, die Produktion der Abfüllanlagen blieb bei Jagenberg in Düsseldorf. 1962 führte PKL das backsteinförmige „blocpak“-System und die zugehörigen Füllmaschinen ein. Ein kostengünstiger Transport und die platzsparende Lagerung wurden immer wichtiger, daher basieren die Maße der Kartons auf standardisierten Euro-Paletten. Die Laminierung des Kartons mit Polyethylenkunststoff ersetzt die Paraffinversiegelung.
1975 präsentierte PKL das Verpackungssystem „combibloc“ für das aseptische Abfüllen von Getränken, welches bis heute eingesetzt wird. Angefangen mit Milch und Säften werden ab Mitte der 1980er-Jahre auch Suppen und Soßen mit Stückchen, Tomatenprodukte, Wasser, Wein, Pudding usw. in Kartonpackungen von SIG Combibloc gefüllt. 1983 errichtete PKL einen Gleisanschluss an die Bahnstrecke Jülich – Linnich und verpflichtete sich gegenüber der Bundesbahn vertraglich, jährlich eine gewisse Mindestmenge über den Schienenweg zu transportieren. Bis 2001 rollten regelmäßig Rohpapiertransporte aus Skandinavien per Bahn bis nach Linnich, was diese Strecke vor der Stilllegung bewahrte.
Seit 1989 firmiert die PKL GmbH unter dem Namen SIG Combibloc GmbH und gehörte von 2007 bis 2014 über ihr Schweizer Mutterhaus zur neuseeländischen Rank Group. Die Kartonverpackungen werden an den Produktionsstandorten Linnich und Wittenberg (Deutschland), Saalfelden (Österreich), Rayong (Thailand),  Curitiba (Brasilien), Suzhou (China) und Riad (Saudi-Arabien) hergestellt. Die Füllmaschinen werden in Linnich und Suzhou gebaut.
Am 23. November 2014 erfolgte die Übernahme der SIG Combibloc Group durch die kanadische Onex Corporation. Der Übergang der Gesellschaft in den neuen Firmenverbund fand zum 16. März 2015 statt. Heute sind die Aktien der SIG Group breit gestreut. Mit der Übernahme von Scholle IPN durch die SIG wurde der bisherige Scholle IPN-Besitzer Laurens Last mit 9,1 % zum größten Aktionär.